# Game Editor
Game Editor — конструктор двовимірних відеоігор. Підтримує розробку для багатьох платформ, включно з iPhone, iPad, Mac OS X, Windows (95—Windows 7), Linux, Windows-смартфони, GP2X, Pocket PC і Handheld PC. Сумісність зі всіма цими платформами відзначено на Game Discovery, популярному сайті для розробників ігор, який виділяє Game Editor серед інших подібних програмних засобів, таких як 3D Gamemaker, DarkBASIC і Game Maker.
Game Editor створив Makslane Rodrigues, який розробляє його від 2002 року. Поточна версія — 1.4.0. Поширюється під подвійною ліцензією: GPL і комерційною. Умови GPL стосуються зокрема й кінцевих файлів скомпільованої в Game Editor гри, тому, якщо ви не бажаєте написану на ньому гру поширювати з відкритими сирцевими кодами, слід придбати комерційну ліцензію.

## Особливості
Як і в Game Maker гра в Game Editor будується як набір ігрових об'єктів, що мають у цій програмі назву актори (англ. actor). Їх поведінку задають описом реакцій на події. Вигляд актора залежить від вбудованого в нього набору анімованих спрайтів (які називають просто анімаціями, англ. animation). Game Editor може експортувати графічні файли у форматах JPEG, GIF, PNG, BMP, PCX, TGA, XPM, XCF, LBM, TIFF. У файлах зображень розпізнаються альфа-канали, а для форматів, де вони не підтримуються, колір лівого верхнього пікселя вважається прозорим.
Як скриптову мову для написання власної реакції на події в Game Editor використовують інтерпретатор мови Сі EiC (Extensible Interactive C).